# Romeos (phim)
Romeos (tiếng Đức: Romeos... anders als du denkst!) là một bộ phim bi hài kịch năm 2011 của Đức. Bộ phim được viết và đạo diễn bởi Sabine Bernardi. Nó được phát hành vào ngày 8 tháng 12 năm 2011. Trước khi phát hành, kịch bản của bộ phim đã giành giải thưởng Kịch bản điều trị hay nhất năm 2007.

## Nội dung
Bộ phim là một bộ phim truyền hình và bi hài kịch xoay quanh mối quan hệ lãng mạn giữa Lukas, một người đàn ông chuyển giới đồng tính 20 tuổi và một người đồng tính nam cisgender tên là Fabio. Lukas đang trong quá trình chuyển đổi từ nữ sang nam. Sau khi tham gia vào cảnh đồng tính nam trong Cologne, Lukas gặp một bad boy tên là Fabio và một sự hấp dẫn phát triển giữa hai người đàn ông. Lukas phải đối mặt với sự lựa chọn tiết lộ danh tính của mình với Fabio và có nguy cơ mất tất cả.